# هربرت یوهانسون
هربرت یوهانسون (استونیایی: Herbert Johanson; ۱۰ سپتامبر ۱۸۸۴ – ۲۴ نوامبر ۱۹۶۴) معمار اهل استونی بود.
از آثار وی میتوان به طراحی ساختمان مجلس استونی و نمازخانه متساکالمیستو و گورستان لیوا اشاره کرد.

## نگارخانه

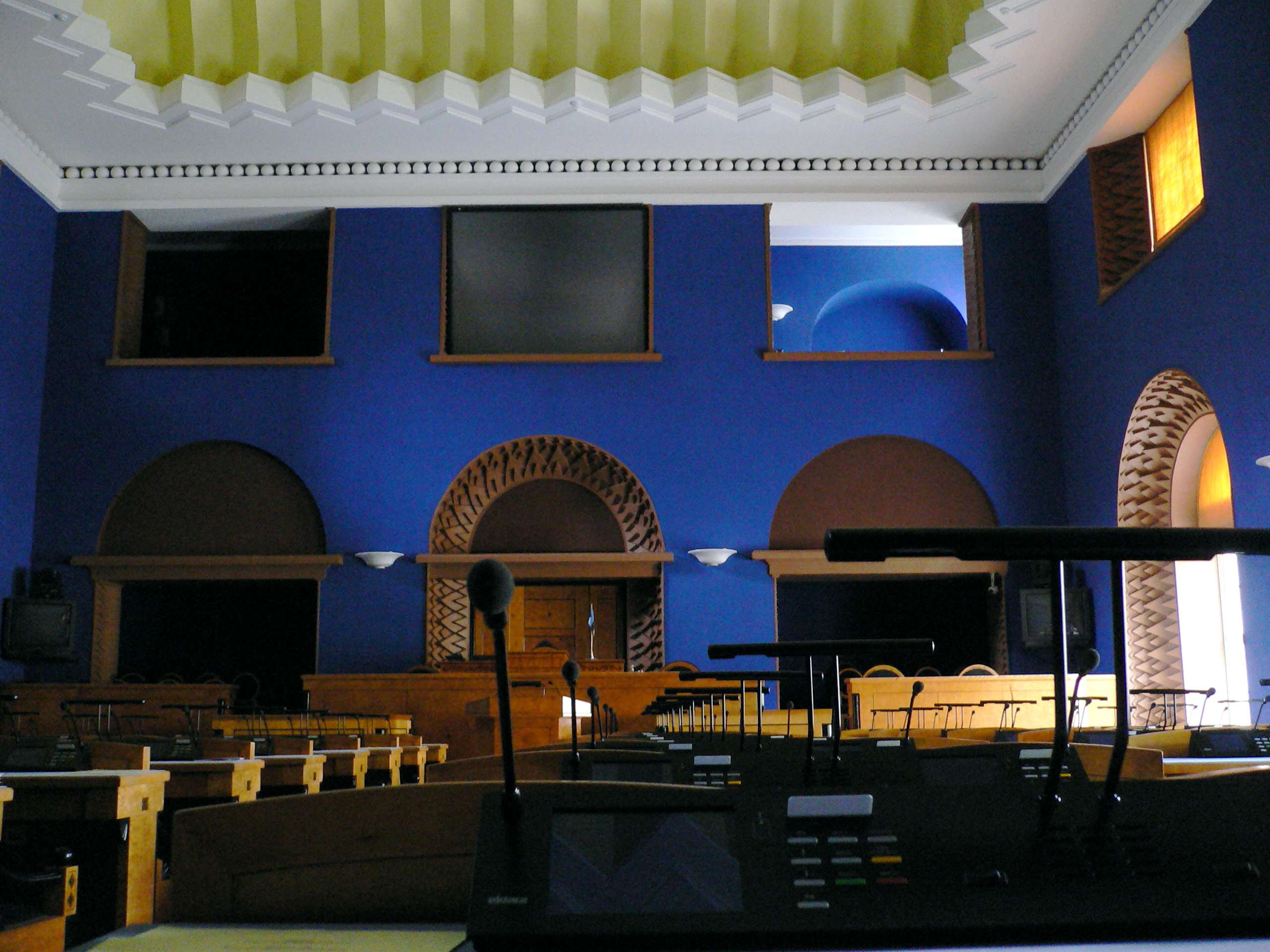
تالار مجلس استونی
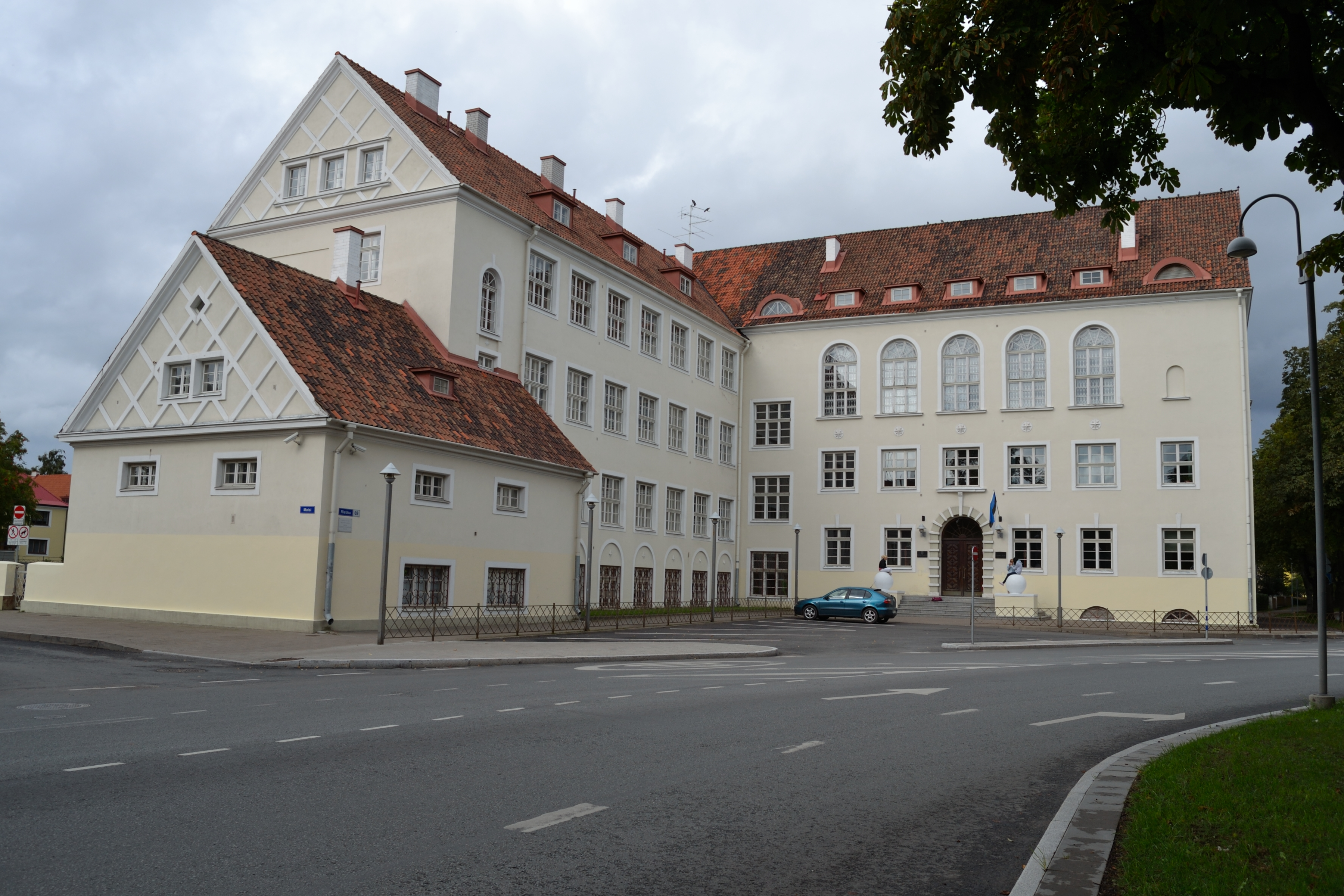
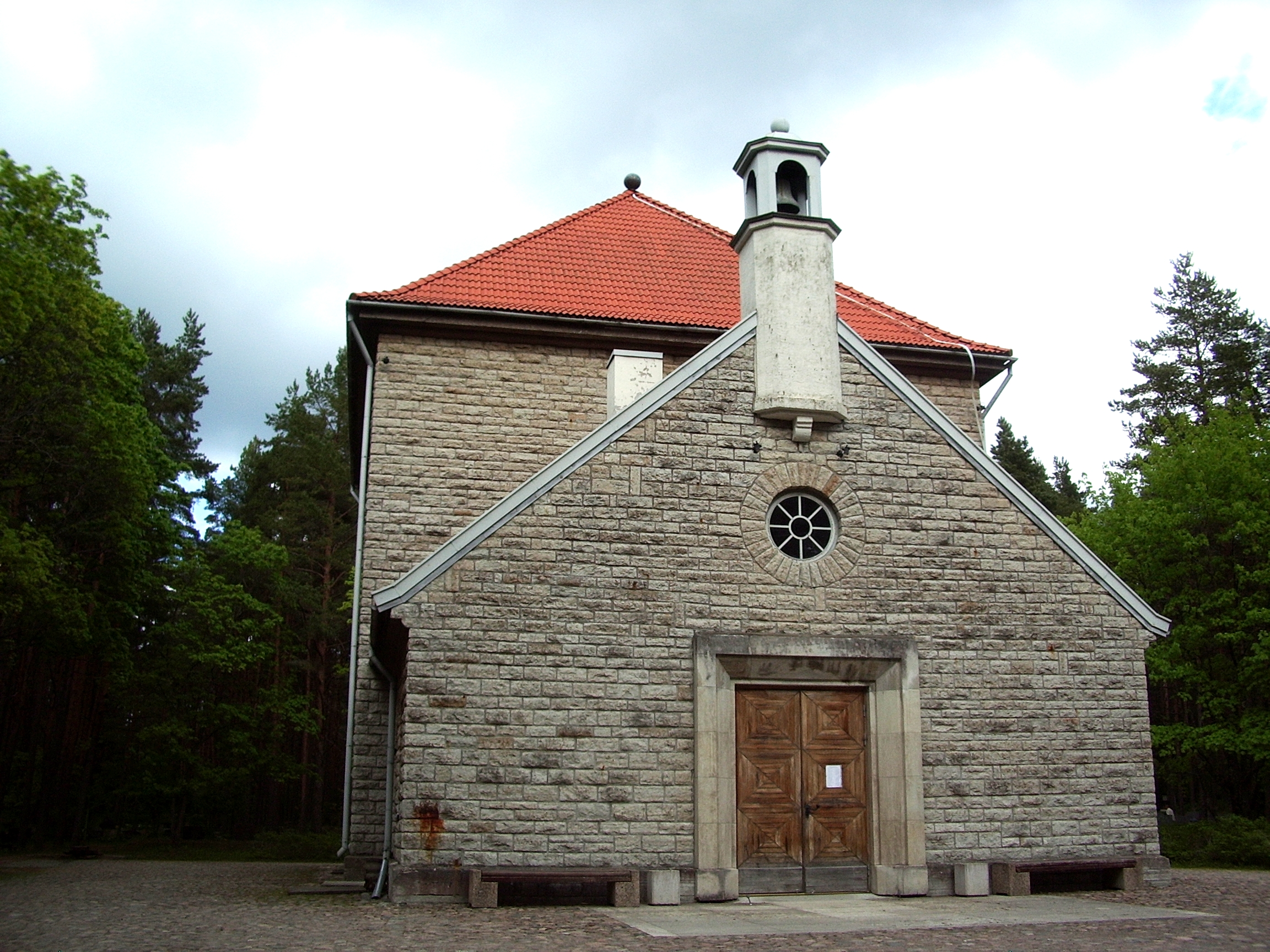
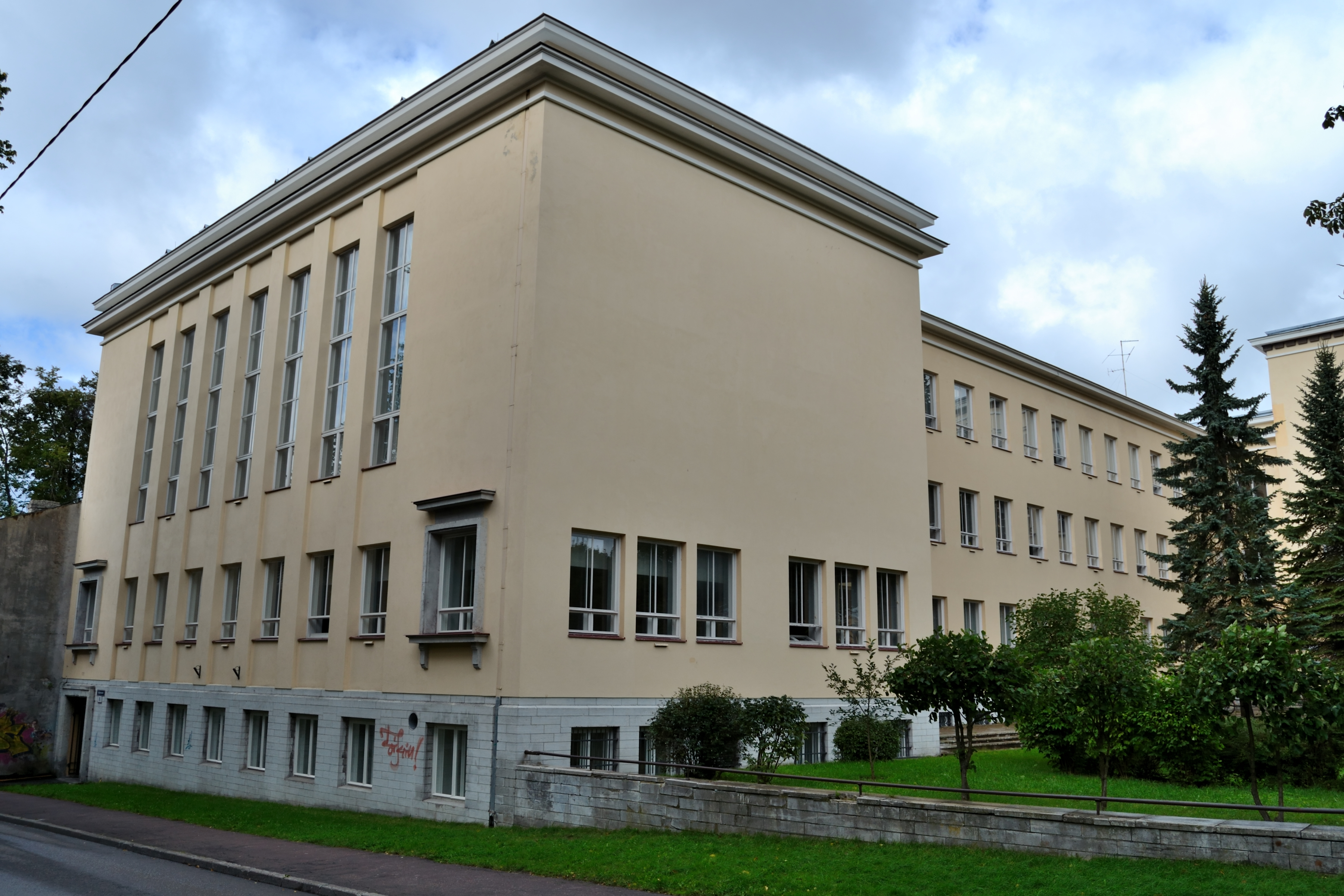
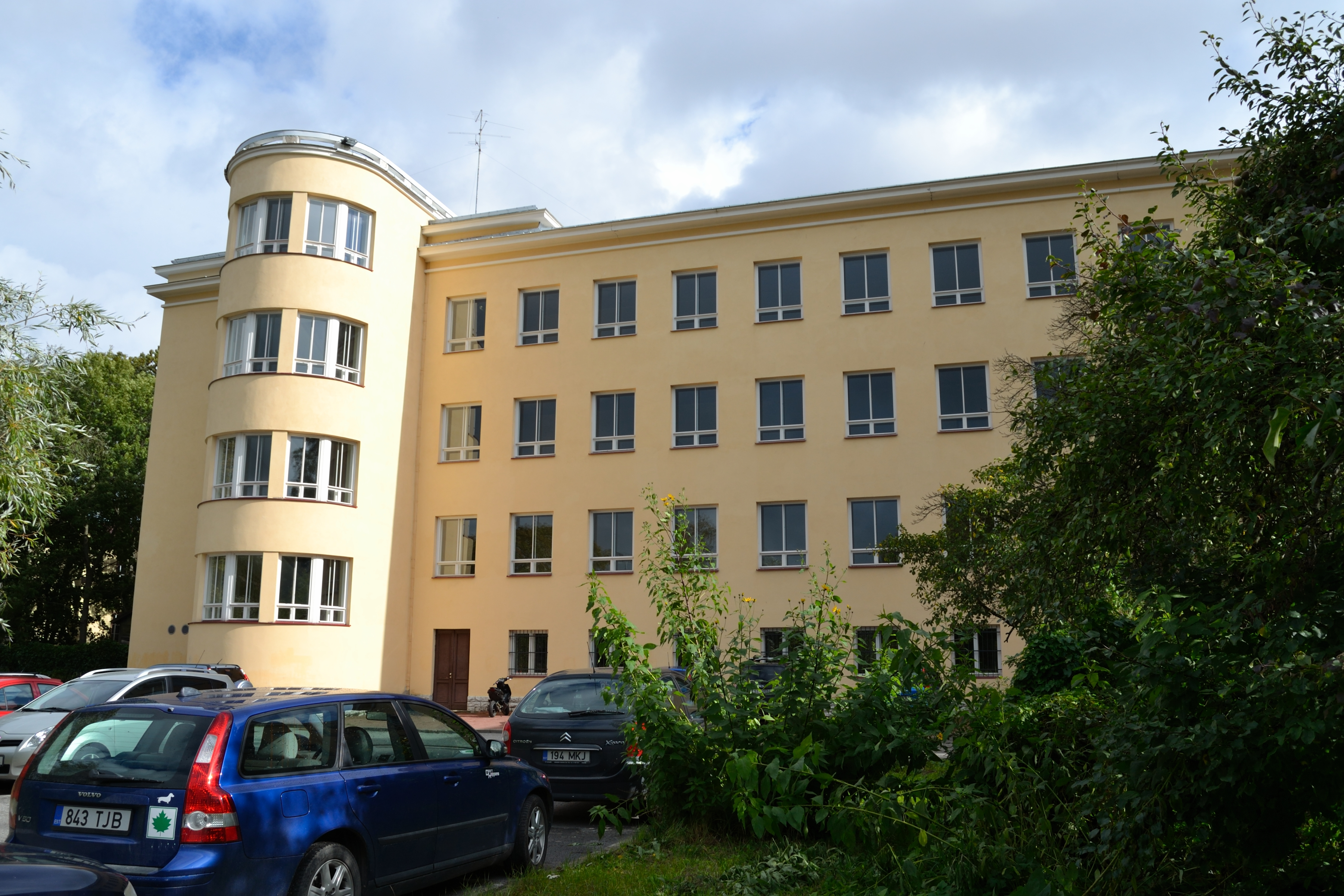
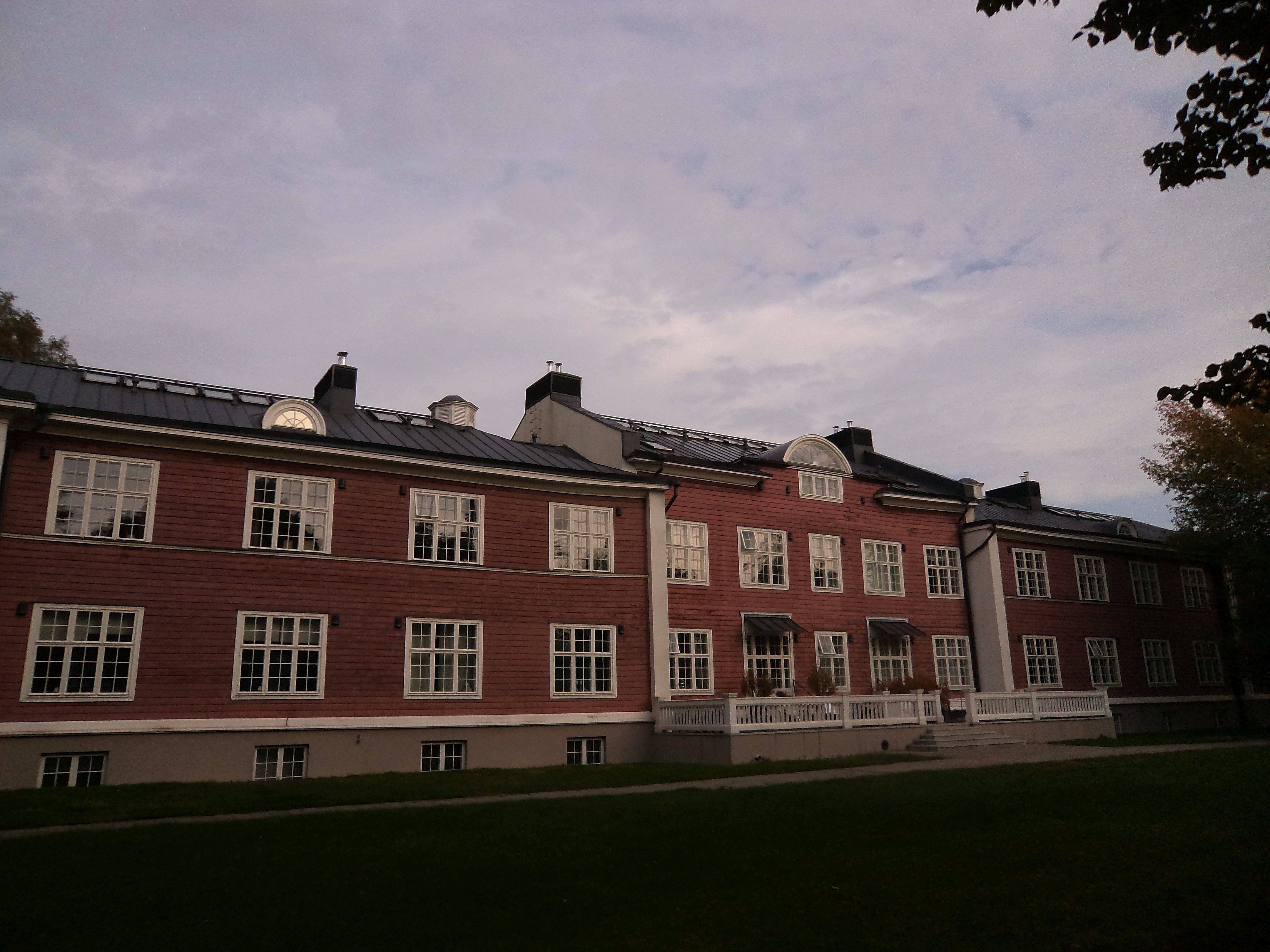